# 호르몬 전쟁
《호르몬 전쟁》은 방탄소년단의 첫 번째 정규 음반의 수록곡이자 타이틀곡 "Danger"에 이은 후속곡이다. 2014년 8월 20일에 발표하였으며, 2014년 10월 22일에 후속곡 활동을 시작했다.

## 차트
| 차트                           | 최고순위 |
| ------------------------------ | -------- |
| 가온 주간 BGM 차트             | 99       |
| 가온 월간 모바일 차트 (벨소리) | 71       |